# Woman's World (凯蒂·佩里歌曲)
〈Woman's World〉是美国歌手凱蒂·佩芮的一首歌曲，收录于她的第7张录音室专辑《143》中。歌曲由佩里与克洛伊·安捷利迪斯和制作人艾伦·约瑟夫（Aaron Joseph）、卢克博士、沃恩·奥利弗和Rocco Did It Again!合作创作。歌曲的曲风是泡泡糖流行和流行舞曲，其歌词探讨了女性赋权。2024年7月11日，国会唱片将歌曲发行为专辑的首支单曲，并在同日释出了歌曲的音乐视频。
〈Woman's World〉发布后收到了主流乐评的负面评价，其批评集中在其音乐制作和歌词内容老套，以及与有争议的制作人卢克博士的合作上。歌曲的音乐视频由夏洛特·卢瑟福执导，以夸张和讽刺的风格展示了佩里的形象，在发行后亦获得了较为负面的评价。商业表现上，歌曲空降美国《告示牌》Hot 100第63名。

## 背景与创作
佩里与克洛伊·安捷利迪斯和制作人艾伦·约瑟夫（Aaron Joseph）、卢克博士、沃恩·奥利弗和Rocco Did It Again!合作创作了这首歌曲。在接受Apple Music 1的采访时，佩里解释了歌曲的创作缘起：“我认为大家想起我的时候，他们会想到〈怒吼〉，会想到〈煙火〉，有时甚至会想到〈親了一個拉拉〉，但我想他们大都会想到一些赋权的歌曲” 佩里还谈到，她很喜欢别人分享他们的故事，讲述她之前歌曲传达的信息是如何“帮助他们度过”生活难关的。她补充说：“我正是在需要克服一些困难的时候写了这些歌。所以我想继续这么做。而且这是我身为人母，并且真正感受到自己的女性神性之后，所做的第一次创作。”
因凱莎曾指控卢克博士性虐和精神虐待，歌曲制作中卢克博士的参与引发了众多批评。贾斯汀·库尔托（Justin Curto）在Vulture上质疑：“啊，所以我们是真的很幸运能生活在这样一个女人的世界？”《告示牌》的拉尼亚·阿尼夫托斯（Rania Aniftos）则指出了社交媒体上对卢克博士参与的负面反应。

## 发行与宣传
2024年6月17日，佩里在多个社交平台上发布了一个时长15秒的对嘴演唱歌曲的尝鲜视频。她亦发布了歌曲的封面，在封面中，她身穿白色比基尼，下半身则穿着由维克多·克拉维利（Victor Clavelly）设计的“外星质感”的金属裤子，封面由杰克·布里德格朗德（Jack Brigdland）拍摄。她亦宣布歌曲将在7月11日发行，可在其官网预购，在多个流媒体平台预存。
6月25日，佩里乘坐黑色豪车抵达巴黎丽兹酒店参加巴黎時裝週，她身穿红色巴黎世家的裙子，裙子上共有两个裙裾。根据《Vogue》的说法，第二个裙裾长约一百码，上面以白色字母展示了〈Woman's World〉的歌词。之后，佩里在与日本电子公司天龍合作的无线耳机广告中加入了歌曲的尝鲜版本。歌曲作为佩里即将推出的第7张录音室专辑《143》的首张单曲发行。7月12日，歌曲推出了CD单曲和黑胶版本。3日后，含有歌曲及其五首混音的同名EP发行。

## 乐评
〈Woman's World〉在发行后收获了主流乐评的负面评价。《美国词曲作家》的埃姆·卡萨莱纳（Em Casalena）在试听完歌曲后认为在这首歌曲中，佩里“只是简单地退回到以前行之有效的泡泡糖流行歌曲旧套路—不复杂的歌词和稳定的节拍之类的”，并因歌曲的老套怀疑人工智能参与了歌曲的创作。《後果》的乐评人玛丽·西罗基（Mary Siroky）亦同意这个观点，并写道“这首歌就是差，而且音乐视频更差”，她亦特别指出，和卢克博士合作写一首女性赋权歌曲是一个“黑色幽默”。《偏锋杂志》的亚历克莎·坎普（Alexa Camp）批评歌曲的歌词就是“一堆没用的、伪励志的宣言”。Vulture的贾斯汀·库尔托认为，歌曲没有摆脱假大空的女性赋权概念，这一策略在2014年或许行之有效，但在2024年是无法令人满意的。
影音俱樂部的威廉·休斯（William Hughes）认为歌曲的制作就像“瞄准目标推球入洞的动作，用一些很基础的合成器旋律填充着一些已经被说烂了的主题。”《衛報》的劳拉·斯内普斯（Laura Snapes）给了〈Woman's World〉一星评价（满分五星），抨击这首歌就是“垃圾”，并认为“自己每听它一次都会变得更蠢一点。”Pitchfork的沙德·狄索萨（Shaad D'Souza）认为歌曲“难以理解地平淡”，“扫兴到无法说它有着坎普风”。她亦表示，让卢克博士参与制作歌曲是一种虚伪。《Dazed》的阿里姆·凯拉伊（Alim Kheraj）评价认为〈Woman's World〉“缺乏创造力”，“就像Vagisil的广告一般”。她亦称歌曲的“唯一目的和《魯保羅變裝皇后秀》相同，就是吸引一些住在西好莱坞的男同性恋白人好评”《The Cut》的凯特·张（Cat Zhang）认为歌曲及其上线社交媒体的过程都是在“媚俗一些男同性恋脑残粉”。
亦有一些评价相对不那么负面。《Elle》的埃里卡·冈萨雷斯（Erica Gonzalez）认为歌曲“迸发出流行舞曲能量”。《纽约时报》的乐评人乔恩·帕雷莱斯认为〈Woman's World〉是一首有着“满满合成器的正能量歌曲”，能够让人“情绪高涨”。

## 榜单表现
〈Woman's World〉空降美国《告示牌》Hot 100第63名，并在一周后出榜。在加拿大、英国和法国，歌曲分别取得了第77，第47和第163名的排位。但歌曲在克罗地亚、以色列和巴拉圭进入了前十名。

## 音乐视频

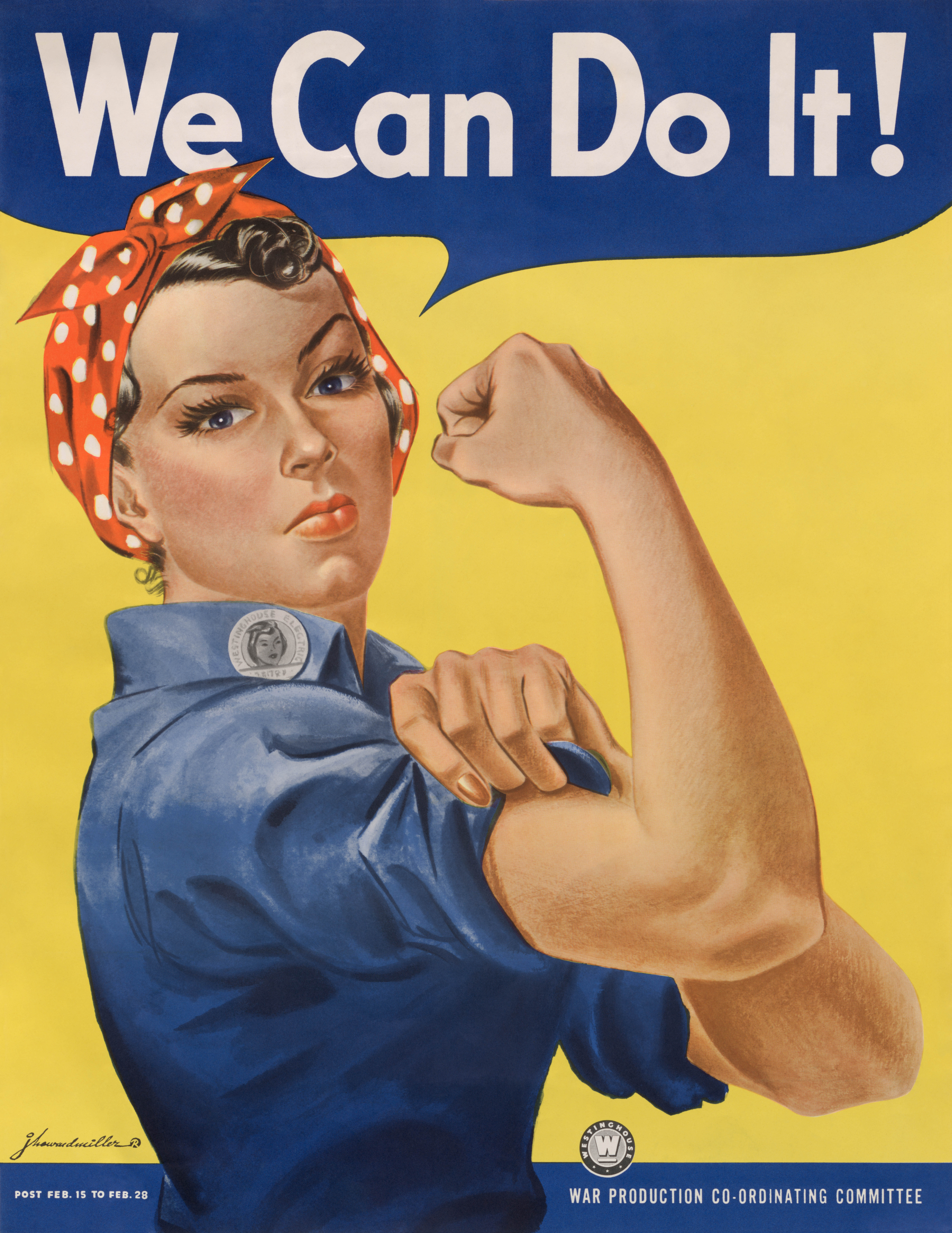
〈Woman's World〉的音乐视频参考了鉚釘工蘿西的形象。

歌曲的音乐视频由夏洛特·卢瑟福（Charlotte Rutherford）执导，并与歌曲同步发行。在视频中，佩里以衣着暴露的鉚釘工蘿西形象登场，她一边拿着电动工具，一边唱着歌词。接着，一个铁砧掉下，压扁了佩里。之后闪过了互联网众多迷因的剪辑画面。佩里清醒过来后身穿白色比基尼，腿变成了仿生形态，她动身去探索新风景，并在中途停下来加油，把油泵插入自己的臀部。佩里随后与媒体名人特里莎·佩塔斯一起登上了一辆怪獸卡車，开车时她们压扁了一辆车。佩里下车后走进附近的一所房子，破坏了后面的玻璃门。她看到一个年轻女人用一个女性性别符号形状的灯具跳着TikTok风格的舞蹈，于是把灯拿走了。在被反复问“你是谁？”时，她大喊“我是凯蒂·佩里！”最后，她乘坐直升机离开。在一些国家发布的轻微审查视频中删去了描绘同性情侣亲吻的镜头。
音乐视频收到了许多媒体的负面评价。乔恩·帕雷莱斯认为视频过于“浮夸”，不如歌曲本身。
7月13日，佩里在社交媒体上传了音乐视频的幕後花絮，并附上了一段说明文字“你可以做任何事情！甚至是讽刺！”。在这段视频中，她表示她的目的是希望视频传达出讽刺、“非常打闹剧风格和非常精准”的信息。佩里的解释没有说服乐评人，他们认为幕后花絮的快速发布说明她早就预料到了视频可能会得到负面评价。

## 曲目列表
7英寸黑胶与CD单曲
1. "Woman's World" – 2:43
2. "Woman's World" (instrumental) – 2:43

数字下载与流媒体 – EP
1. "Woman's World" – 2:43
2. "Woman's World" (BRB Woman version) – 2:43
3. "Woman's World" (Doing the Most Woman version) – 3:51
4. "Woman's World" (Transcendental Woman version) – 3:18
5. "Woman's World" (Super Woman version) – 2:17
6. "Woman's World" (Naked Woman version) – 2:43

## 榜单
| 榜单（2024年）                               | 最高 排位 |
| -------------------------------------------- | --------- |
| 阿根廷（拉美監控阿根廷电台榜）               | 9         |
| 奥地利（國際唱片業協會奥地利分会电台榜）     | 16        |
| 比利时佛兰德（Ultratop五十强单曲榜）         | 35        |
| 玻利维亚（拉美監控玻利维亚英语电台榜）       | 10        |
| 加拿大（Canadian Hot 100）                   | 77        |
| 加拿大（《告示牌》Canada CHR）               | 36        |
| 加拿大（《告示牌》Canada Hot AC）            | 33        |
| 智利（拉美監控智利电台榜）                   | 10        |
| 独联体（Tophit独联体电台榜）                 | 123       |
| 克罗地亚（克罗地亚广播电视台）               | 5         |
| 厄瓜多尔（拉美監控厄瓜多尔英语电台榜）       | 3         |
| 爱沙尼亚（TopHit爱沙尼亚电台榜）             | 22        |
| 芬蘭（芬兰官方电台榜）                       | 38        |
| 法国（法國唱片出版業公會电台榜）             | 163       |
| 德国（聯邦音樂產業協會电台榜）               | 21        |
| 全球（Billboard Global 200）                 | 65        |
| 危地马拉（拉美監控危地马拉电台榜）           | 18        |
| 洪都拉斯（拉美監控洪都拉斯英语电台榜）       | 7         |
| 爱尔兰（爱尔兰唱片音乐协会单曲榜）           | 65        |
| 以色列（媒体森林）                           | 8         |
| 日本（日本公告牌Hot Overseas）               | 2         |
| 立陶宛（TopHit立陶宛电台榜）                 | 32        |
| 墨西哥（拉美監控墨西哥英语电台榜）           | 5         |
| 荷兰（荷蘭四十強Tipparade单曲榜）            | 22        |
| 新西兰（新西兰唱片音乐协会热门单曲榜）       | 6         |
| 尼加拉瓜（拉美監控尼加拉瓜英语电台榜）       | 4         |
| 巴拿马（拉美監控巴拿马英语电台榜）           | 8         |
| 巴拉圭（拉美監控巴拉圭电台榜）               | 8         |
| 秘鲁（拉美監控秘鲁英语电台榜）               | 12        |
| 波兰（波兰百大电台榜）                       | 60        |
| 葡萄牙（葡萄牙唱片業協會单曲榜）             | 199       |
| 聖馬利諾（聖馬利諾廣播電視公司五十强单曲榜） | 19        |
| 斯洛伐克（電台百大單曲榜）                   | 17        |
| 韩国（CircleBGM榜）                          | 187       |
| 瑞士（國際唱片業協會瑞士分会电台榜）         | 32        |
| 英國（官方榜单公司單曲榜）                   | 47        |
| 乌拉圭（拉美監控乌拉圭英语电台榜）           | 6         |
| 美国（《告示牌》百大單曲榜）                 | 63        |
| 美國（《告示牌》成人當代單曲榜）             | 24        |
| 美國（《告示牌》Adult Pop Airplay）          | 17        |
| 美國（《告示牌》Pop Airplay）                | 22        |
| 委内瑞拉（唱片报告）                         | 28        |

| 榜单（2024年）                   | 最高 排位 |
| -------------------------------- | --------- |
| 爱沙尼亚（TopHit爱沙尼亚电台榜） | 76        |
| 巴拉圭（巴拉圭唱片公司管理協會） | 34        |

## 发行历史
| 地区   | 日期          | 形式            | 版本        | 厂牌 | 来源   |
| ------ | ------------- | --------------- | ----------- | ---- | ------ |
| 多国   | 2024年7月11日 | 數位下載 流媒体 | 原版        | 国会 | [ 79 ] |
| 多国   | 2024年7月12日 | 7英寸黑胶 CD    | 原版 伴奏版 | 国会 | [ 13 ] |
| 意大利 | 2024年7月12日 | 电台播放        | 原版        | 国会 | [ 80 ] |
| 美国   | 2024年7月12日 | 當代流行電台    | 原版        | 国会 | [ 81 ] |
| 多国   | 2024年7月15日 | 数字下载 流媒体 | EP          | 国会 | [ 34 ] |

## 脚注
1. ↑  标题直译过来为“女人的世界”
2. ↑  一种女性私处清洁的品牌，类似于中国大陆常见的妇炎洁